# تلمبه احمدآباد (بردسیر)
تلمبه احمدآباد یک منطقهٔ مسکونی در ایران است که در دهستان نگار واقع شده‌است.